# مختار عوض‌اف
مختار عمرخان‌اولی عوض‌اف (قزاقی: Мұхтар Омарханұлы Әуезов، روسی: Мухтар Омарханович Ауэзов)‏ (۲۸ سپتامبر ۱۸۹۷–۲۷ ژوئن ۱۹۶۱) از نویسندگان مهم قزاقستان است که بیشتر به خاطر نمایش‌نامه‌های خود معروف است. او بیش از ۲۰ نمایش‌نامه و داستان‌های زیادی نوشت. وی عضو فرهنگستان علوم جمهوری قزاقستان شوروی بود و سه نشان افتخار دولتی دریافت کرد.
اثر نامدار او به نام «راه آبای» و هم‌چنین رمان‌های دیگری از او چون «صدای تیر در گردنه» به فارسی ترجمه شده‌اند. رمان حماسی «راه آبای» از آثار ادبی مهم زمان شوروی به‌شمار می‌آید و دربارهٔ زندگی شاعر و آموزگار قزاق، آبای قونانبای‌اولی است.

## پیشینه
عوض‌اف در چینگیستاو در منطقه سمیپالاتینسک در یک خانواده عشایری به دنیا آمد و سال‌های آغازین زندگی را در کوچ‌نشینی گذراند. او خواندن و نوشتن را از پدربزرگ خود آموخت و پس از گذراندن دبستان روسی و سپس دانشسرای معلمان، در سال ۱۹۲۸ از دانشگاه لنین‌گراد دانش‌آموخته شد. وی بعداً در دانشگاه آسیای میانه در تاشکند نیز تحصیل کرد. عوض‌اف در دهه ۱۹۲۰ داستان‌های زیادی نوشت از آن‌جمله «سرنوشت بی‌دفاعان» (۱۹۲۱)، «مقصر کیست؟» (۱۹۲۳)، «ازدواج» (۱۹۲۳)، «شهروند تحصیل‌کرده» (۱۹۲۳)، «زیبای سوگوار» (۱۹۲۵)، و رمان «صدای تیر در گردنه» (۱۹۲۷).
«راه آبای» توسط نازلی اصغرزاده و «صدای تیر در گردنه» توسط سیف‌الدین همایون‌فرخ (گامایون) به فارسی ترجمه شده‌اند.